# Chick Hearn
Pour les articles homonymes, voir Hearn.
Francis Dayle "Chick" Hearn (27 novembre 1916 à Aurora-5 août 2002 à Northridge) est un grand commentateur sportif américain tout comme Dick Vitale.
Il a dédié sa vie au basket-ball. Ce journaliste a commenté 3 338 matchs des Lakers entre le 27 mars 1961 et le 12 juin 2002, dernier match des Finals. Élu meilleur journaliste sportif de l'année à deux reprises, vainqueur d'un Emmy Award en 1965, il intègre la prestigieuse "Academy of Television Arts and Sciences" lors du cinquantième anniversaire de l'institution. Il est l'une des figures emblématiques du sport californien.
De 1972 à 1980, il sera Assistant General Manager aux Lakers. En 1986, il dépose ses empreintes sur la Walk of Fame à Hollywood. Il meurt en 2002 à l'âge de 85 ans. Une bannière est érigée au Crypto.com Arena (anciennement Staples Center) en son honneur.
C'est également lui qui est à l'origine du mot "Dunk". En effet, selon Chick Hearn, "Dunk" est censé évoquer le bruit que produit l'action.
À sa retraite il a été honoré sur le grand tableau des maillots retiré à côté des grandes stars des Lakers